# 北运河西站
北运河西站，规划建设期间曾称为玉带河大街站，是一个位于中国北京市通州区中仓街道赵登禹大街、玉带河东街、滨河北路交叉口，属于北京地铁6号线的地铁车站。2014年12月28日随6号线二期开通一同投入使用。

## 位置
北运河西站位于北京城市副中心运河商务区，北运河西岸，玉带河大街北侧地块内，呈西北－东南走向布置。

## 车站构造

### 车站楼层
北运河西站为地下二层车站，全长219.1米，采用岛式站台设计。
| 地面层          | 出入口                    | A—B出入口                      |
| 地下一层 站厅层 | 站厅                      | 安全检查、客务中心、进出站闸机 |
| 地下二层 站台层 |                           | █ 6号线往金安桥（通州北关）    |
| 地下二层 站台层 | 岛式站台，左側開门        |                                |
| 地下二层 站台层 | █ 6号线往潞城（北运河东） |                                |

### 站厅

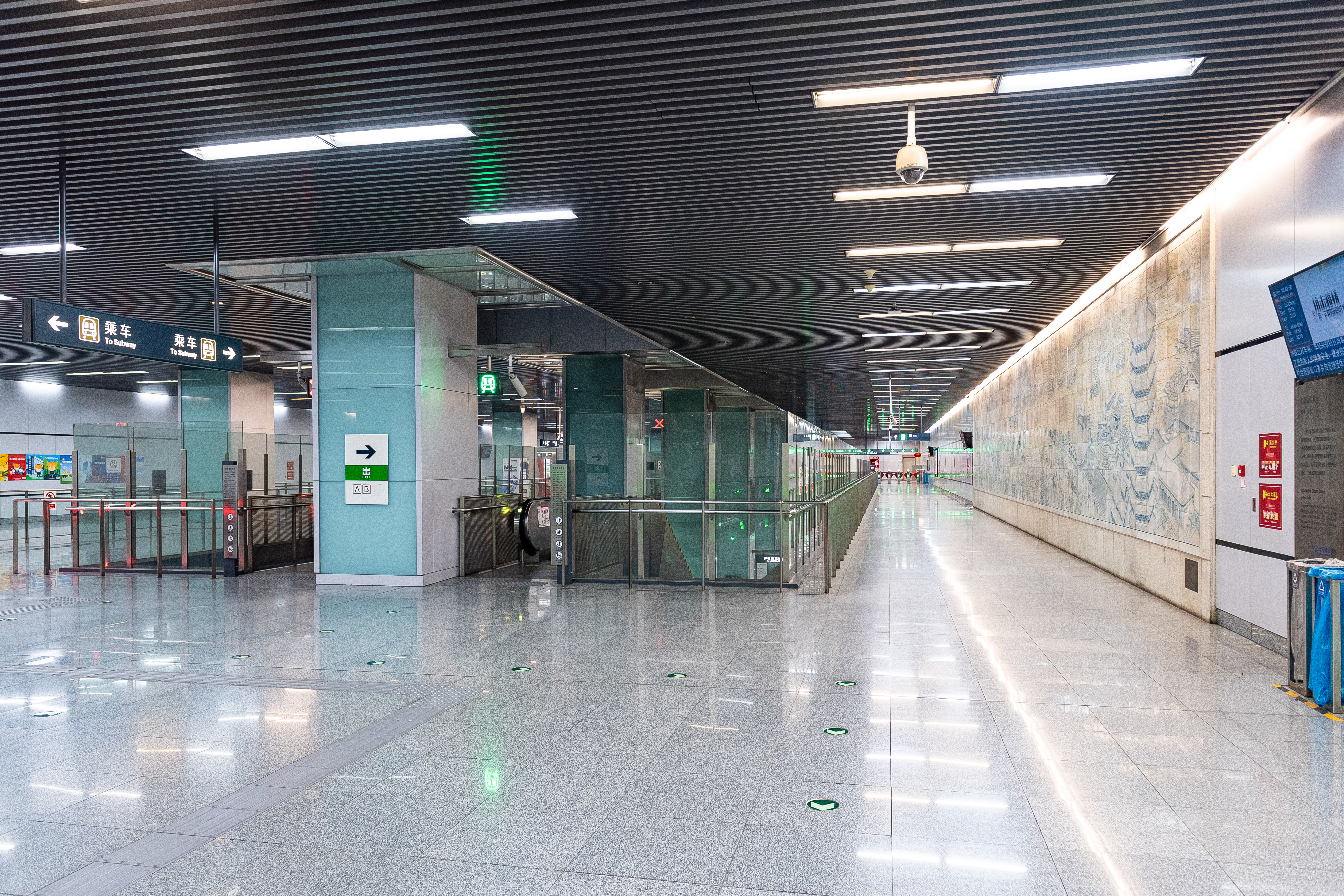
北运河西站站厅（2021年2月摄）

北运河西站的站厅位于地下一层。该车站位于富力地产地块内，与地块进行了一体化设计，站厅层配合上方步行广场设置了天窗，为北京首座设有天窗的地下站。站厅南面设有由杜飞、刘凯等人所作的壁画《京师漕运印象图》。

### 站台
北运河西站的站台位于地下二层，属于岛式站台。站台层中部采用了中庭的设计，天光可直接从站厅层顶部的天窗进入站台。站台中部设有前往大堂的直梯。

站台全景图（2017年6月摄）

### 出入口
本站共设3个出入口，但截至2017年6月只开放A、B两个出入口，C出入口暂缓开通。
|                       |          |                                          |      |            |
| 編號                  | 指示     | 建議前往的目的地                         | 照片 | 无障碍设施 |
| 出口 · A · 升降机标志 | 滨河中路 | 滨河中路、玉带河桥                       |      |            |
| 出口 · B              | 滨河中路 | 滨河中路、玉带河桥、南京银行北京通州支行 |      | 不適用     |
| 註： 設有             |          |                                          |      |            |